# Inglange
Inglange est une commune française située dans le département de la Moselle en région Grand Est.

## Géographie
Le village est situé dans la vallée de la Canner entre Kœnigsmacker et Kédange-sur-Canner.
| Elzange  |             | Oudrenne |
| Distroff | Inglange    | Budling  |
|          | Metzervisse | Buding   |

### Voies de communication et transports
Inglange est desservie par la Ligne de bus TIM 107 Thionville - Waldweistroff du conseil général de la Moselle avec trois allers/retours.

### Hydrographie
La commune est située dans le bassin versant du Rhin au sein du bassin Rhin-Meuse. Elle est drainée par le ruisseau le Canner et le ruisseau le Bisbach.
Le Canner, d'une longueur totale de 29,4 km, prend sa source dans la commune de Vry et se jette  dans la Moselle à Kœnigsmacker, après avoir traversé onze communes.

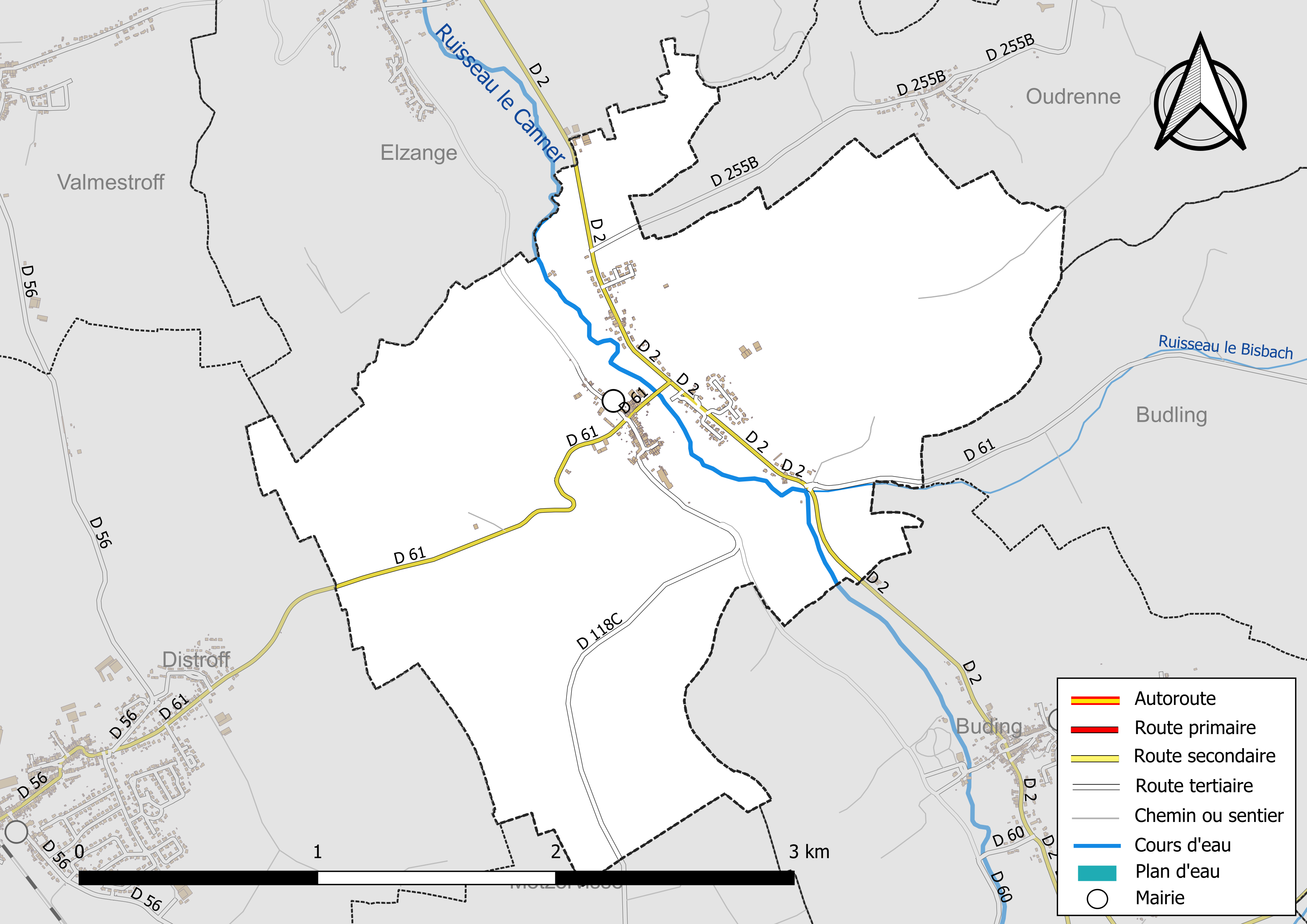
Réseaux hydrographique et routier d'Inglange.

La qualité des eaux des principaux cours d’eau de la commune, notamment du ruisseau le Canner, peut être consultée sur un site spécial géré par les agences de l’eau et l’Agence française pour la biodiversité.

### Climat
Pour des articles plus généraux, voir Climat du Grand Est et Climat de la Moselle.
En 2010, le climat de la commune est de type climat des marges montargnardes, selon une étude du Centre national de la recherche scientifique s'appuyant sur une série de données couvrant la période 1971-2000. En 2020, Météo-France publie une typologie des climats de la France métropolitaine dans laquelle la commune est exposée à un climat semi-continental et est dans la région climatique  Lorraine, plateau de Langres, Morvan, caractérisée par un hiver rude (1,5 °C), des vents modérés et des brouillards fréquents en automne et hiver. 
Pour la période 1971-2000, la température annuelle moyenne est de 9,6 °C, avec une amplitude thermique annuelle de 16,8 °C. Le cumul annuel moyen de précipitations est de 769 mm, avec 12 jours de précipitations en janvier et 9,4 jours en juillet. Pour la période 1991-2020, la température moyenne annuelle observée sur la station météorologique de Météo-France la plus proche, « Malancourt », sur la commune d'Amnéville à 15 km à vol d'oiseau, est de 10,2 °C et le cumul annuel moyen de précipitations est de 884,1 mm. 
La température maximale relevée sur cette station est de 39,3 °C, atteinte le 25 juillet 2019 ; la température minimale est de −17,9 °C, atteinte le 5 janvier 1985,,. 
Les paramètres climatiques de la commune ont été estimés pour le milieu du siècle (2041-2070) selon différents scénarios d'émission de gaz à effet de serre à partir des nouvelles projections climatiques de référence DRIAS-2020. Ils sont consultables sur un site spécial publié par Météo-France en novembre 2022.

## Urbanisme

### Typologie
Au 1er janvier 2024, Inglange est catégorisée bourg rural, selon la nouvelle grille communale de densité à sept niveaux définie par l'Insee en 2022.
Elle est située hors unité urbaine. Par ailleurs la commune fait partie de l'aire d'attraction de Luxembourg (partie française), dont elle est une commune de la couronne,. Cette aire, qui regroupe 115 communes, est catégorisée dans les aires de 700 000 habitants ou plus (hors Paris),.

### Occupation des sols
L'occupation des sols de la commune, telle qu'elle ressort de la base de données européenne d’occupation biophysique des sols Corine Land Cover (CLC), est marquée par l'importance des territoires agricoles (66,4 % en 2018), en diminution par rapport à 1990 (71,8 %). La répartition détaillée en 2018 est la suivante : 
terres arables (41,4 %), forêts (28,2 %), prairies (25 %), zones urbanisées (5,4 %). L'évolution de l’occupation des sols de la commune et de ses infrastructures peut être observée sur les différentes représentations cartographiques du territoire : la carte de Cassini (XVIIIe siècle), la carte d'état-major (1820-1866) et les cartes ou photos aériennes de l'IGN pour la période actuelle (1950 à aujourd'hui).

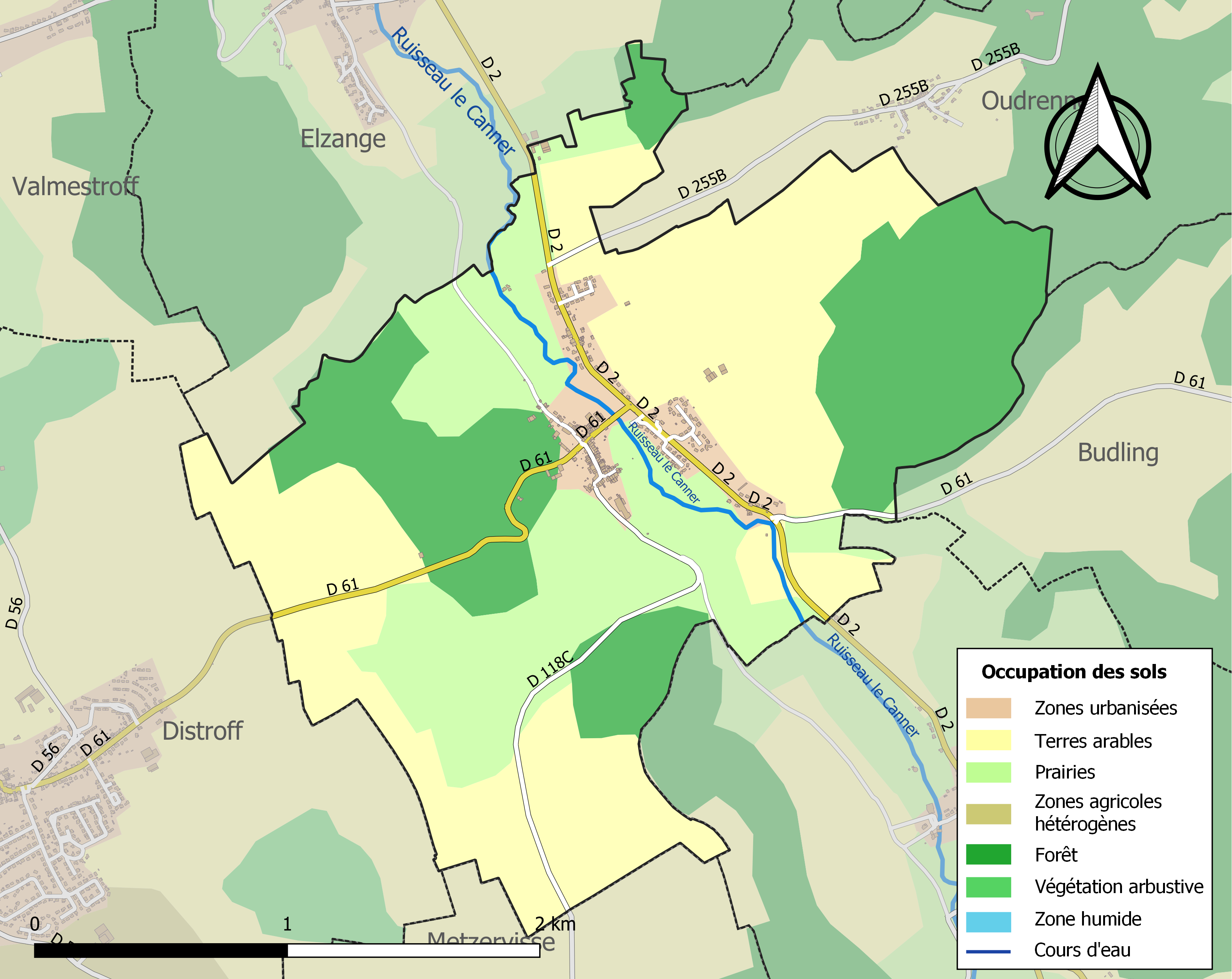
Carte des infrastructures et de l'occupation des sols de la commune en 2018 (CLC).

## Toponymie
- En allemand : Englingen[14]. En francique lorrain Engléng et Engléngen.
- Engilengis en 1147 (abbaye de Villers) ; Anguelanges en 1278 ; Endelinga, Engelinga, Engling en 1544 (pouillé de M.) ; Enquellanges en 1562 (fonds de Malte) ; Enguelingen en 1571 (abbaye de Freistr.) ; Englingen en 1632 (abbaye de Villers liasse Luxembourg) ; Englange en 1698 (Terrier de Metzervisse) ; Eingling en 1762 (carte Lafosse) ; Ingling (carte de Cassini) ; Inglange (1793) ; Inglingen (1871-1918).

## Histoire
- La seigneurie relevait des ducs de Luxembourg.
- Appartenait au XVe siècle au seigneur de Volkrange, au XVIe siècle aux Lellich, en 1766 aux Gargan, au XIXe siècle aux Puymaigre.
- Après 1659 (traité des Pyrénées) : Trois-Évêchés, bailliage de Thionville, coutume de Lorraine. Chef-lieu de canton en 1790 comprenant 12 communes. A pour annexes Hastroff et les moulins hauts et bas dits : Rauchmühl et Kouchenmühl[15].

## Politique et administration
| Période                                  | Période   | Identité         | Étiquette | Qualité                    |
| ---------------------------------------- | --------- | ---------------- | --------- | -------------------------- |
| Les données manquantes sont à compléter. |           |                  |           |                            |
| 1729                                     |           | Jean Zech        |           |                            |
| 1965                                     | mars 1995 | André Wallerich  |           |                            |
| mars 1995                                | Mai 2020  | Norbert Priester | DVD       | Retraité Fonction publique |
| mai 2020                                 | En cours  | Luc Madelaine    |           |                            |

## Démographie
L'évolution du nombre d'habitants est connue à travers les recensements de la population effectués dans la commune depuis 1793. Pour les communes de moins de 10 000 habitants, une enquête de recensement portant sur toute la population est réalisée tous les cinq ans, les populations de référence des années intermédiaires étant quant à elles estimées par interpolation ou extrapolation. Pour la commune, le premier recensement exhaustif entrant dans le cadre du nouveau dispositif a été réalisé en 2005.

En 2022, la commune comptait 395 habitants, en évolution de −8,56 % par rapport à 2016 (Moselle : +0,52 %, France hors Mayotte : +2,11 %).
| 1793 | 1800 | 1806 | 1821 | 1836 | 1841 | 1861 | 1866 | 1871 |
| ---- | ---- | ---- | ---- | ---- | ---- | ---- | ---- | ---- |
| 381  | 373  | 364  | 346  | 400  | 353  | 281  | 292  | 281  |

| 1875 | 1880 | 1885 | 1890 | 1895 | 1900 | 1905 | 1910 | 1921 |
| ---- | ---- | ---- | ---- | ---- | ---- | ---- | ---- | ---- |
| 266  | 287  | 264  | 232  | 236  | 217  | 210  | 209  | 192  |

| 1926 | 1931 | 1936 | 1946 | 1954 | 1962 | 1968 | 1975 | 1982 |
| ---- | ---- | ---- | ---- | ---- | ---- | ---- | ---- | ---- |
| 206  | 202  | 231  | 186  | 198  | 216  | 229  | 218  | 239  |

| 1990 | 1999 | 2005 | 2006 | 2010 | 2015 | 2020 | 2022 | - |
| ---- | ---- | ---- | ---- | ---- | ---- | ---- | ---- | - |
| 294  | 256  | 348  | 370  | 397  | 434  | 412  | 395  | - |

## Culture locale et patrimoine

### Lieux et monuments

#### Édifices civils
- Passage d'une voie romaine.

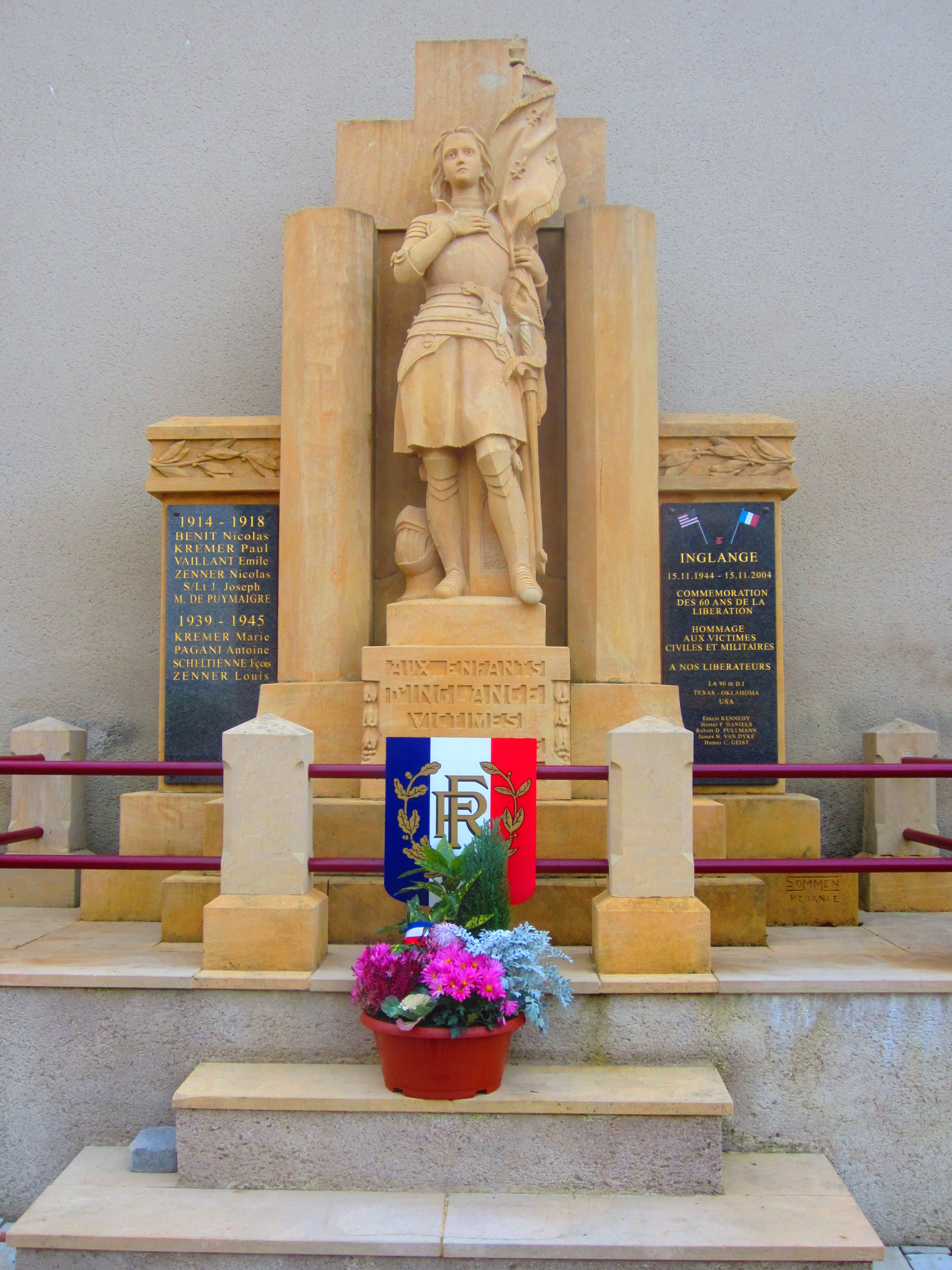
Monument aux morts.

- Château, construit ou reconstruit au XVIIe siècle, transformé au XVIIIe siècle, restauré au XXe siècle. Armoiries des Raville.

#### Édifice religieux
- Église paroissiale néo-romane Saint-Michel. La première mention de l'église primitive est de 1050. Chapelle castrale construite en 1634 pour Jean de Lellich, coseigneur d'Inglange et sa femme Anne de Metternich. Nef et chœur reconstruits en 1774 à l'initiative de Théodore François de Gargan, seigneur d'Inglange. Tour clocher reconstruite en 1847. Nef et chœur reconstruit de 1879 à 1880. La baie nord de la chapelle castrale est repercée au même moment. Armoiries des Lellich de Volkrange, des Metternich, des Gargan, des Puymaigre, des Pyrot de Crepy.

### Héraldique
| Blason de Inglange | Blason  | D'or au demi-vol dextre de sable; au chef d'argent fretté de gueules. |
| Blason de Inglange | Détails | Le statut officiel du blason reste à déterminer.                      |

## Pour approfondir